# Visualização de dados
A visualização de dados (VD) é uma expressão contemporânea da comunicação visual que consiste na representação visual de dados.
Na VD, há exibição gráfica (tipicamente imagens ou videos, mas também e.g. escultura ou aplicação web) de
informações abstratas (i.e. não físicas, veja estrutura de dados)
com os propósitos de atribuição de sentido [en] e comunicação.

## Visão geral
A VD envolve necessariamente o mapeamento (potencialmente degenerado)
de informações abstratas (e.g. dados ou uma equação)
para o domínio da luz no espectro visível, possivelmente distribuída espacialmente (como em uma imagem) e no tempo (como em um vídeo ou na navegação de uma galeria de imagens).
Há melhores práticas para a VD e princípios que norteiam a cognição e percepção visuais. 
A área conta também com algoritmos e métodos bem estabelecidos (e.g. para obtenção de curva de nível), organizações conceituais diversas referentes aos dados, diagramas, interatividade, cores, etc.

## Histórico
O campo de estudo da visualização de dados tem origem nos primórdios da computação gráfica, na década de 1950, quando os primeiros gráficos e imagens foram gerados por computadores. Um impulso importante foi dado, em 1987, com o relatório Visualization in Scientific Computing da NSF, editado por Bruce H. McCormick, Thomas A. DeFanti and Maxine D. Brown. Neste relatório as necessidades de novas técnicas de visualização baseadas em computação foram salientadas. Com o rápido crescimento do poder computacional, modelos numéricos maiores e mais sofisticados foram desenvolvidos, resultando na geração de enormes conjuntos de dados numéricos. Ao mesmo tempo, grandes conjuntos de dados foram gerados através da aquisição de dados de dispositivos, tais como aparelhos médicos e microscópios, e os dados foram armazenados em grandes banco de dados contendo texto, números, e informação multimídia. Técnicas avançadas de computação gráfica foram necessárias para processar e visualizar estes enormes conjuntos de dados.
A frase "visualização na ciência da computação", que se transformou em Visualização Científica, foi usada inicialmente para referir à visualização como parte do processo da computação científica: o uso do computador para modelagem e simulação numérica. Mais recentemente, a visualização  está mais preocupada com dados de outras fontes, incluindo os grandes e heterogêneos dados encontrados nas áreas de administração e  finanças, sistemas, mídias digitais, etc. Uma nova área de pesquisa chamada Visualização de Informação foi lançada no início dos anos 1990, para auxiliar a análise de conjuntos de dados abstratos e heterogêneos nas mais variadas áreas de aplicação. Todavia, a frase "Visualização de Dados" está ganhando maior aceitação tanto na área científica quando na área de visualização da informação.

## Abordagens da Visualização de Dados
No que diz respeito à área de Visualização de Dados, existem diversas abordagens que podem ser feitas. Uma das mais utilizadas é, justamente, a apresentação de informações, na qual temos duas partes principais: a) Gráficos Estatísticos b) Cartografia Temática
Podemos, assim, apresentar sete itens que compõem a área de Visualização de Dados, todos estritamente relacionados ao Design Gráfico e com a Representação de Informações:
- Artigos & Recursos
- Exibição de Conexões
- Exibição de Dados
- Exibição de Notícias
- Exibição de Websites
- Mapas Mentais
- Ferramentas e serviços

Já sob a perspectiva da Ciências da Computação, podemos categorizar o campo da Visualização de Dados em outros sub-campos:
- Visualização de Informação
- Técnicas e Arquiteturas de Interação
- Técnicas de Modelagem
- Técnicas e Algoritmos de Visualização
- Visualização Volumétrica

## Tarefas de Usuário para Visualização de Dados[9]
A Visualização de Dados e Informações é uma área relativamente nova e tem ganho destaque pois, com os avanços tecnológicos e científicos, a quantidade de dados e informações que um usuário pode coletar se torna, muitas vezes, enorme, podendo sobrecarregá-lo. Deste modo, é necessário que o usuário saiba como deve organizar seus dados, a fim de que eles possam ser corretamente apresentados e interpretados.  Tais fatos impulsionaram o desenvolvimento de novas técnicas e ferramentas de Visualização de Dados, que podem ser aprimoradas por meio a análise das Tarefas de Usuário.
As Tarefas de Usuário para Visualização de Dados são responsáveis por guiar o projeto de novos mecanismos de interação das ferramentas de visualização.
A seguir, são apresentadas Tarefas de Usuário que são recorrentes na área de Visualização de Dados. Quanto maior o número de combinações das tarefas, mais complexas elas
serão:

### Recuperar valor
- Descrição Geral: Encontrar e/ou acessar atributos dos dados de um determinado conjunto.
- Pergunta Genérica: "Quais seriam os valores de atributos {X, Y, Z, ...} de um determinado conjunto de dados {A, B, C, ...}?"
- Exemplos: a) "Qual foi a nota que o aluno X  obteve no trabalho de Instrumentação Física?" b) "Quantos litros de gasolina por km um determinado carro consome em uma viagem?"

### Filtrar
- Descrição Geral: Encontrar/selecionar dados de interesse para satisfazer determinadas condições.
- Pergunta Genérica: "Quais casos satisfazem um determinado conjunto de condições {A, B, C...}?"
- Exemplos: a) "Quais alunos da aula de Instrumentação Física obtiveram nota maior ou igual à 8?" b) "Quais são os valores que satisfazem uma determinada equação?"

### Calcular um valor derivado
- Descrição Geral: Aplicar um operação matemática a fim de obter um valor derivado do conjunto de dados.
- Pergunta Genérica: "Qual o valor da função F ao longo de um determinado conjunto S de dados?"
- Exemplos: a) "Qual foi a média geral dos alunos  do curso de Engenharia Física?" b) "Quantos fabricantes de carros existem na região?"

### Encontrar valores extremos
- Descrição Geral: Encontrar o maior e/ou menor valor de um determinado atributo, dentro de um conjunto de dados.
- Pergunta Genérica: "Qual é o menor/maior valor encontrado a respeito do atributo A dentro do conjunto de dados N?"
- Exemplos: a) "Qual o maior/menor valor rendimento percentual possível que uma determina máquina pode obter sob condições extremas de uso?" b) "Qual o aluno com média geral mais baixa? E com média geral mais alta?"

### Ordenar
- Descrição Geral: Ordenar/organizar um conjunto de dados de a cordo com um atributo desejado.
- Pergunta Genérica: "Qual a ordem pela qual se deseja classificar um determinado conjunto dados S de acordo com seu valor de atributo A?"
- Exemplos: a) "Ordenar os alunos do curso de Engenharia Física em ordem alfabética." b) "Ordenar os valores de acidez obtidos de uma amostras em ordem crescente."

### Determinar o limite de domínios dos dados
- Descrição Geral: Encontrar todos os possíveis valores que um dado pode ter em um de seus atributos.
- Pergunta Genérica: "Qual é o domínio de valores de atributo A em um conjunto de dados S?"
- Exemplos: a) "Quais são os possíveis valores em dinheiro que posso obter ao marcar pontos na Mega Sena?" b) "Quais são os possíveis os valores de resistividade observados em um determinado tipo de material?"

### Caracterizar a distribuição de valores
- Descrição Geral: Encontrar os valores mais frequentes de um determinado atributo dentro do conjunto de dados.
- Pergunta Genérica: "Qual a distribuição de valores do atributo A do conjunto de dados S?"
- Exemplos: a) "Qual a distribuição das médias dos alunos do curso de Engenharia Física?" b) "Qual a distribuição característica para a função densidade de probabilidade de uma determina amostra?"

### Encontrar anomalias
- Descrição Geral: Encontrar dados que possuam valores muito diferentes (excepcionais ou inesperados) em comparação aos demais dados do conjunto.
- Pergunta Genérica: "Quais dados do conjunto de dados S possuí valores excepcionais ou inesperados?"
- Exemplos: a) "Quais as exceções para o Princípio de Exclusão de Pauli?" b) "Quais amostras tiveram valores de magnetização divergentes em relação ao conjunto de amostras que foram medidas?"

### Identificar grupos
- Descrição Geral: Encontrar grupos de valores de atributos semelhantes em um determinado conjunto de dados.
- Pergunta Genérica: "Quais os valores do conjunto de dados S que são semelhantes em termos dos atributos {X, Y, Z...}?"
- Exemplos: a) "Agrupar os alunos dos cursos de Engenharia por média geral mais próxima" b) "Agrupar os artigos por data de publicação mais recente"

### Correlacionar
- Descrição Geral: Encontrar alguma espécie de relação entre dados de um conjunto, após análise de dois ou mais atributos.
- Pergunta Genérica: "Qual a correlação entre os atributos X e Y de um determinado conjunto de dados S?"
- Exemplos: a) "Existe alguma relação entre a a velocidade de uma determinada reação e a temperatura aplicada?" b) "Existe alguma correlação entre o desempenho esperado dos alunos na prova e a dificuldade do conteúdo apresentado?"

As Tarefas de Usuário podem, ainda, ser organizadas em três polos de atividades:
- Recuperar valores
- Encontrar dados
- Organizar dados

## Campos Relacionados
- Aquisição de Dados
- Análise de Dados
- Governança de Dados
- Gestão de Dados
- Mineração de Dados
- Transformação de Dados

## Outras leituras
- Chandrajit Bajaj, Bala Krishnamurthy (1999). 'Data Visualization Techniques.
- William S. Cleveland (1993). Visualizing Data. Hobart Press.
- William S. Cleveland (1994). The Elements of Graphing Data. Hobart Press.
- Alexander N. Gorban, Balázs Kégl and Andrey Zinovyev (2007). Principal Manifolds for Data Visualization and Dimension Reduction. LNCSE 58. Springer.
- John P. Lee and Georges G. Grinstein (eds.) (1994). Database Issues for Data Visualization: IEEE Visualization '93 Workshop, San Diego.
- Peter R. Keller and Mary Keller (1993). Visual Cues: Practical Data Visualization.
- Frits H. Post, Gregory M. Nielson and Georges-Pierre Bonneau (2002). Data Visualization: The State of the Art.